# Fréchet-Filter
Der Fréchet-Filter, benannt nach Maurice René Fréchet (1878–1973), ist in der Mathematik ein spezieller Mengenfilter mit der folgenden Definition: 
Es sei {\displaystyle X} eine unendliche Menge. Der Fréchet-Filter über {\displaystyle X} ist das Mengensystem (eine Menge von Mengen, d. h. eine Teilmenge der Potenzmenge von {\displaystyle X}), das als Elemente alle Teilmengen von {\displaystyle X} mit endlichem Komplement enthält.
Formal:
{\displaystyle {\mathcal {F}}(X)=\{\,Y\subseteq X\mid X\setminus Y{\text{ ist endlich}}\,\}}